# Fontána Charonne

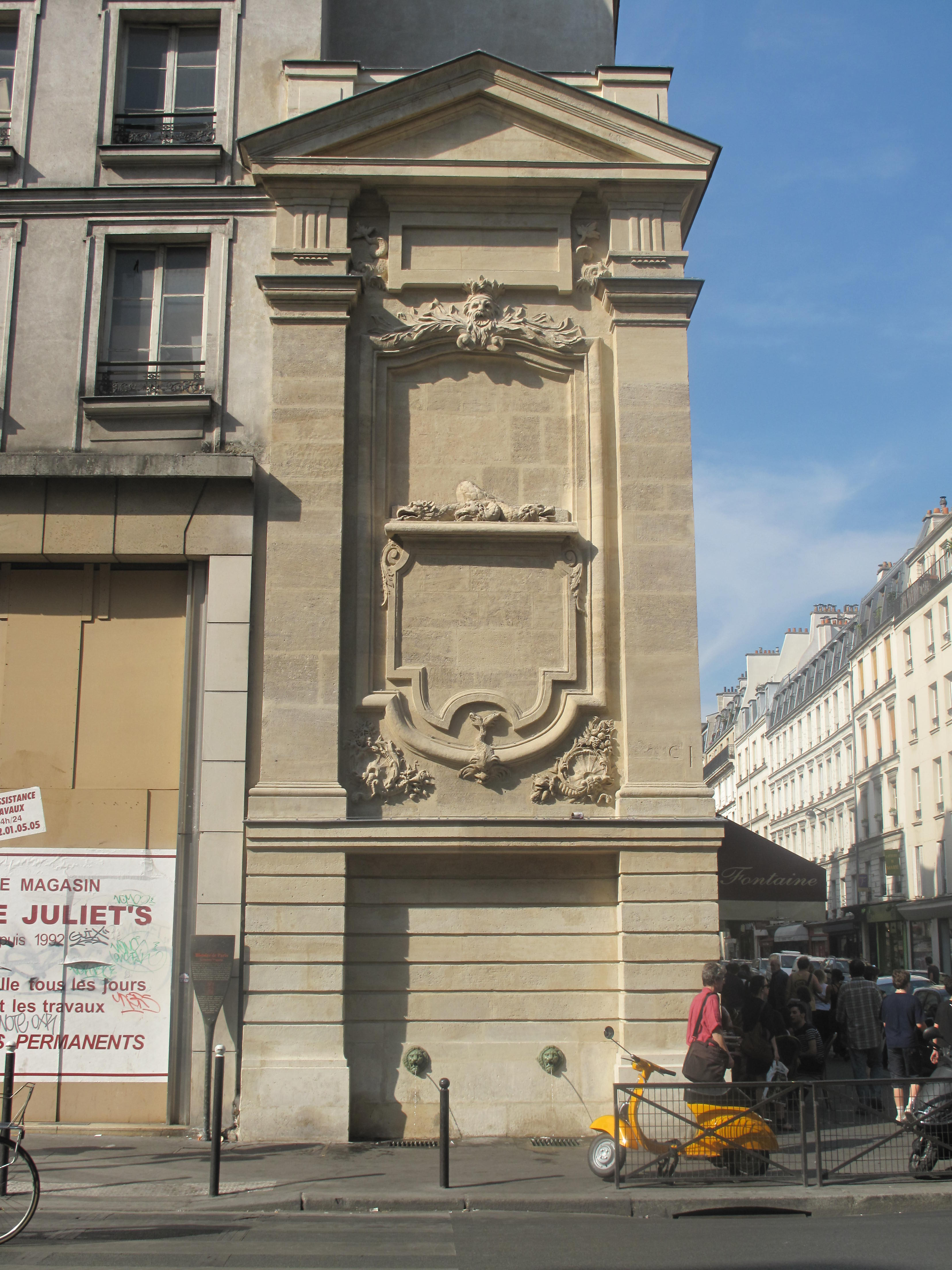
Fontána Charonne, pohled z ulice Rue du Faubourg Saint-Antoine

Fontána Charonne (francouzsky Fontaine de Charonne), též nazývaná starším názvem fontána Trogneux (fontaine Trogneux) je fontána v Paříži v 11. obvodu na rohu ulic Rue du Faubourg Saint-Antoine a Rue de Charonne.

## Historie
Tato kašna byla součástí stavebního plánu sestaveného na základě příkazu Ludvíka XV. jako jedna z pěti kašen určených k zásobování pitnou vodou předměstí Saint-Antoine. Dnes se z nich vedle této fontány dochovala ještě fontána Petite-Halle. Výstavba je připisována Jeanu Beausirovi (1651–1743), který byl generálním ředitelem, kontrolorem a inspektorem staveb města Paříže. Fontána Trogneux byla postavena v letech 1719–1721, restaurována v letech 1806–1810 a naposledy v roce 1963. Fontána byla původně napájena vodou ze Seiny. Od roku 1995 je chráněná jako historická památka. Své původní jméno získala podle místního pivovaru Trogneux, dnešní je podle ulice.

## Popis
Klasicistní kašna byla postavena v řadě domů na nároží ve formě monumentálního průčelí s pilastry a římsami vysokého asi 12 metrů a zakončeného trojúhelníkovým frontonem. Výzdobu tvoří delfíni, voluty a orámované římsy. Ve spodní části jsou umístěny dva bronzové maskarony ve tvaru lvích hlav, ze kterých prýští voda do zamřížovaného kanálu v zemi.